# Aleksei Petrov (ciclista)

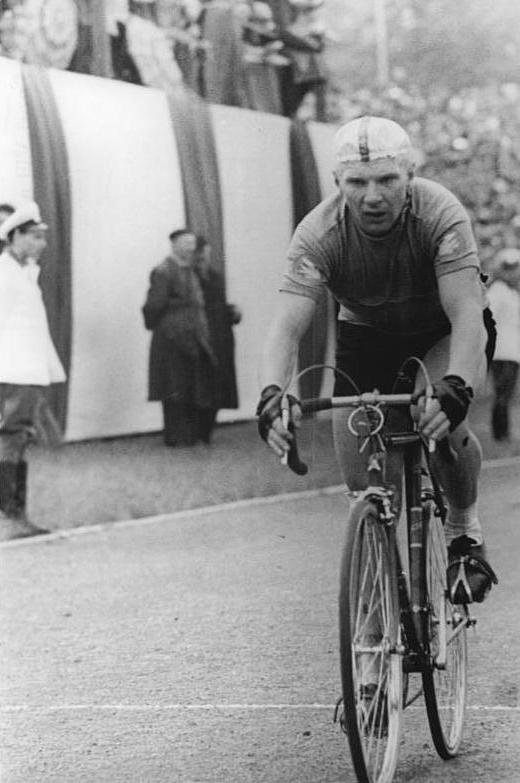
Petrov na Corrida da Paz, 1961

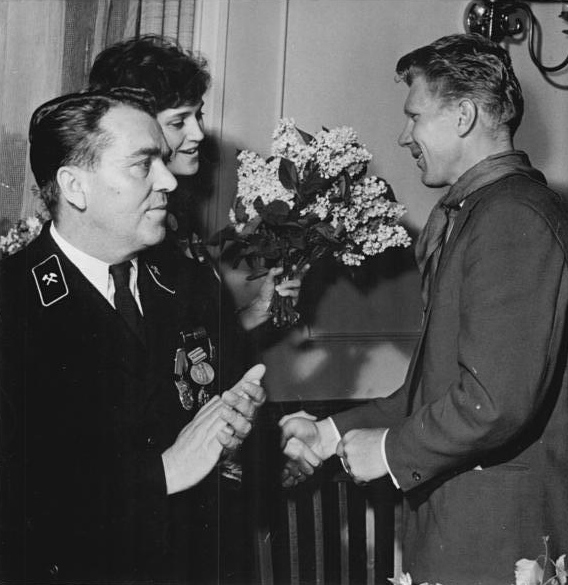
Petrov (à direita) na Corrida da Paz, em 1961

Aleksey Stepanovich Petrov (em russo:  Алексей Степанович Петров; 22 de março e 1937 — março de 2009) foi um ciclista russo.
Competiu pela União Soviética na corrida em estrada e contrarrelógio (100 km) nos Jogos Olímpicos de Verão de 1960 e 1964. No contrarrelógio, Petrov conquistou uma medalha de bronze em 1960 e terminou em quinto lugar no ano de 1964; na corrida em estrada, terminou em sexagésimo segundo em 1964.